# Kulturno-povijesna cjelina Krašić
Kulturno-povijesna cjelina Krašić, kompleks u mjestu i općini Krašić, zaštićeno kulturno dobro.

## Opis
Kompleks građen od 14. st. do 19. st. Na području općine Krašić nalazi se 14 kulturnih dobara. 5 dobara pripadaju kategoriji sakralna graditeljska baština, 3 dobra pripadaju kategoriji profana graditeljska baština, 2 dobra pripadaju kategoriji sakralni/religijski predmeti, 1 dobro pripada kategoriji glazbeni instrument, 1 dobro pripada kategoriji kulturno-povijesna cjelina, 1 dobro pripada kategoriji etnografska građa, a 1 dobro pripada kategoriji sakralno-profana graditeljska baština.

## Zaštita
Pod oznakom Z-3650 zaveden je kao nepokretno kulturno dobro – pojedinačno, pravna statusa zaštićena kulturnog dobra, klasificirano kao "sakralna graditeljska baština".